# Alianza
Alianza è un comune dell'Honduras facente parte del dipartimento di Valle.
Il comune venne istituito nel 1847.